# Andrea Bargnani
Andrea Bargnani (Roma, Italia, 26 de octubre de 1985) es un exjugador de baloncesto italiano que fue elegido primero en la primera ronda del Draft de la NBA de 2006 y disputó 10 temporadas en la NBA. Con 2,13 metros de estatura, jugaba en la posición de ala-pívot.

## Carrera

### Italia
Comenzó su carrera en la temporada 2002-2003, jugando para el modesto equipo Stella Azzura de Roma, en la Serie B2 italiana. Solo un año después fue contratado por el Benetton Treviso, en el que jugó hasta el 2006. Jugando en este equipo, ya se enfrentó a los Raptors el 20 de octubre de 2003 en un partido de pretemporada en el Air Canada Centre. Anotó 13 puntos, cogió 15 rebotes, hizo un robo y dos tapones en 22 minutos de juego. En el equipo italiano jugó un papel primordial, mejorando cada año sus estadísticas hasta convertirlas en las de una estrella. Es conocido por su peculiar estilo de juego, con una destacada presencia en las pintura gracias al despliegue de su potencial físico. Desde pequeño, su referente ha sido Shaquille O´neal.

### NBA

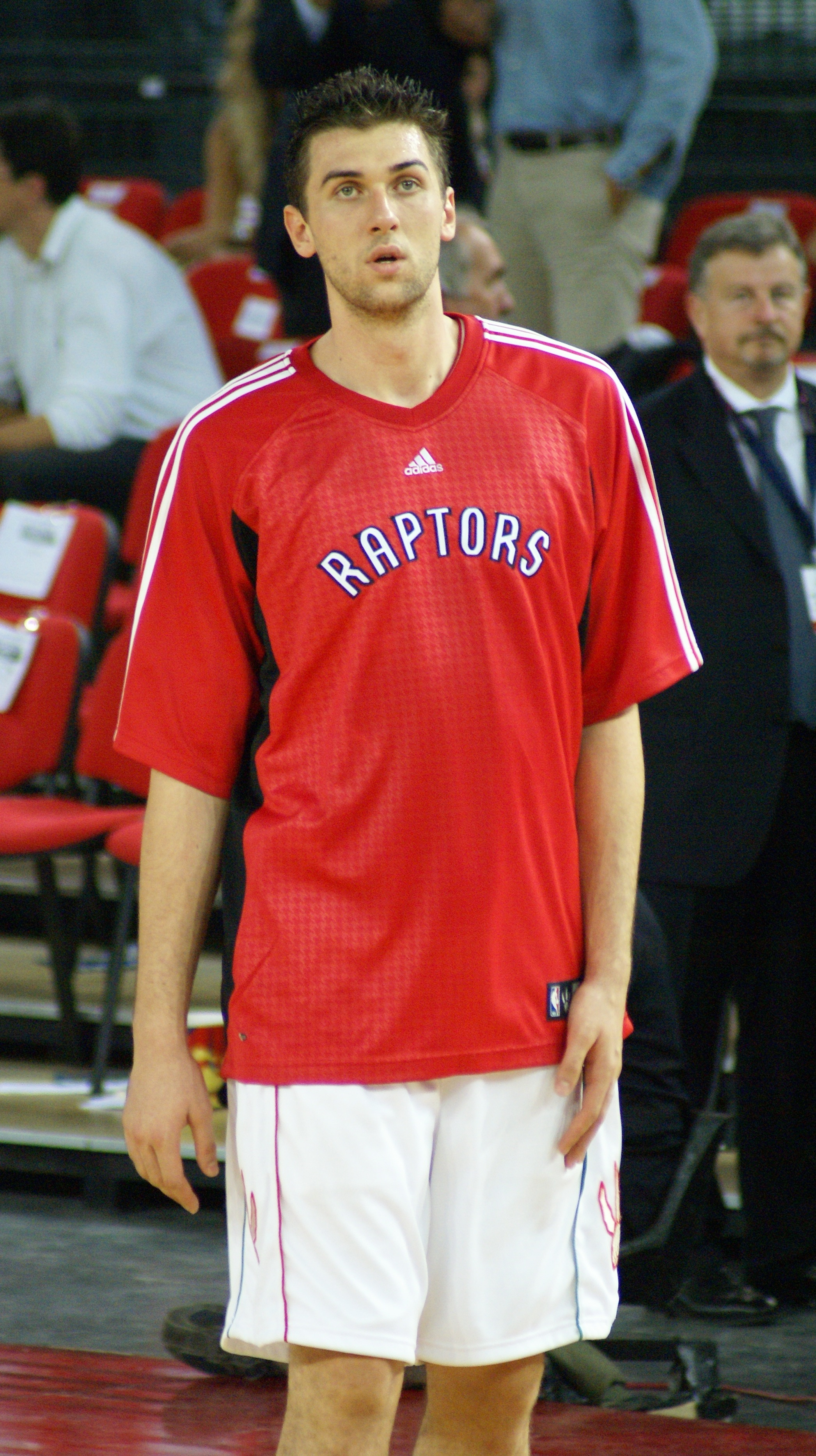
Bargnani, en su etapa los Raptors.

Ha sido comparado en numerosas ocasiones con el jugador alemán de la NBA Dirk Nowitzki, debido a su impresionante habilidad para tirar desde el perímetro y también por su procedencia europea siendo un jugador con mucho talento. A los 20 años de edad, fue elegido en el primer lugar de la primera ronda del Draft de la NBA de 2006 por el mánager general de los Raptors, Bryan Colangelo. Bargnani fue el primer jugador europeo, el sexto no americano, y el segundo sin experiencia en universidades o institutos estadounidenses que era elegido en primer lugar del draft.
Su debut en la NBA con los Toronto Raptors tuvo lugar el 1 de noviembre de 2006, en un partido de la liga regular contra los New Jersey Nets. En 8 minutos de juego contribuyó 2 puntos, 2 rebotes y 2 tapones. En enero de 2007, Bargnani fue seleccionado como el novato del Mes, siguiendo así a su compañero de equipo Jorge Garbajosa (ganador del premio en diciembre de 2006) y convirtiéndose así en el sexto jugador de los Raptors en conseguir este logro.
Al finalizar la campaña, Bargnani fue incluido en el mejor quinteto de novatos.
En la temporada 2007-08, Bargnani fue criticado por muchos (como su compañero de equipo Chris Bosh) por realizar una mala temporada, cogiendo pocos rebotes, anotando pocos puntos y haciendo malos porcentajes de tiro. También realizó unos playoffs pobres, los Raptors fueron eliminados por los Orlando Magic en primera ronda, y muchos pidieron su traspaso.
La temporada 2008-09 empezó un con promedio un tanto pobre, menos de diez puntos, pero todo cambió desde los primeros partidos de 2009. En el mes de enero, Bargnani promedió más de 20 puntos y el propio Chris Bosh calificó su mejoría como fundamental en la mejora de los Raptors junto a la recuperación tras la lesión de José Calderón.
La pretemporada 2013-14 fue traspasado a los New York Knicks en un cambio que involucró al veterano Marcus Camby y a Steve Novak.

### ACB
Tras 10 años en la NBA, en 2016 se compromete con el Saski Baskonia por dos temporadas firmando unos números discretos. En Vitoria el jugador italiano se reencontró con su compañero Shane Larkin, con el que había compartido equipo en Brooklyn Nets. En abril de 2017 Saski Baskonia rescinde el contrato con el jugador.

## Estadísticas de su carrera en la NBA

### Temporada regular
| Año     | Equipo   | PJ  | PT  | MPP  | %TC  | %3P  | %TL  | RPP | APP | ROB | TPP | PPP  |
| ------- | -------- | --- | --- | ---- | ---- | ---- | ---- | --- | --- | --- | --- | ---- |
| 2006-07 | Toronto  | 65  | 2   | 25.1 | .427 | .373 | .824 | 3.9 | .8  | .5  | .8  | 11.6 |
| 2007-08 | Toronto  | 78  | 53  | 23.9 | .386 | .345 | .840 | 3.7 | 1.1 | .3  | .5  | 10.2 |
| 2008-09 | Toronto  | 78  | 59  | 31.4 | .450 | .409 | .831 | 5.3 | 1.2 | .4  | 1.2 | 15.4 |
| 2009-10 | Toronto  | 80  | 80  | 35.0 | .470 | .372 | .774 | 6.2 | 1.2 | .3  | 1.4 | 17.2 |
| 2010-11 | Toronto  | 66  | 66  | 35.7 | .448 | .345 | .820 | 5.2 | 1.8 | .5  | .7  | 21.4 |
| 2011-12 | Toronto  | 31  | 31  | 33.3 | .432 | .296 | .873 | 5.5 | 2.0 | .6  | .5  | 19.5 |
| 2012-13 | Toronto  | 35  | 25  | 28.7 | .400 | .311 | .844 | 3.7 | 1.1 | .6  | .7  | 12.7 |
| 2013-14 | New York | 42  | 39  | 29.9 | .442 | .278 | .825 | 5.3 | 1.1 | .3  | 1.2 | 13.3 |
| 2014-15 | New York | 29  | 22  | 27.1 | .454 | .366 | .813 | 4.4 | 1.6 | .1  | .9  | 14.8 |
| 2015-16 | Brooklyn | 46  | 0   | 13.8 | .455 | .188 | .825 | 2.1 | .4  | .1  | .2  | 6.6  |
| Total   | Total    | 550 | 377 | 28.7 | .439 | .354 | .824 | 4.6 | 1.2 | .4  | .9  | 14.3 |

### Playoffs
| Año   | Equipo  | PJ | PT | MPP  | %TC  | %3P  | %TL   | RPP | APP | ROB | TPP | PPP  |
| ----- | ------- | -- | -- | ---- | ---- | ---- | ----- | --- | --- | --- | --- | ---- |
| 2007  | Toronto | 6  | 3  | 30.2 | .478 | .412 | .789  | 4.0 | 1.0 | .8  | .5  | 11.0 |
| 2008  | Toronto | 5  | 5  | 20.8 | .333 | .250 | 1.000 | 1.4 | .4  | .8  | .6  | 6.4  |
| Total | Total   | 11 | 8  | 25.9 | .412 | .333 | .810  | 2.8 | .7  | .8  | .6  | 8.9  |

## Vida personal
Andrea es también un gran aficionado al fútbol y seguidor del club italiano S.S. Lazio. 
Fue el tercer italiano en jugar en la NBA, tras Vincenzo Esposito (que también jugó en los Toronto Raptors) y Stefano Rusconi.

## Logros y reconocimientos
- Nombrado "Jugador Revelación" de la Euroliga 2005-06.[2]
- Nombrado "Mejor Jugador Joven Europeo" en la temporada 2005-06.
- Elegido en el equipo de los Rookies para el partido contra los Sophomores del All-Star Game de 2007 en Las Vegas.
- Elegido Rookie del mes de la NBA en enero de 2007.
- Elegido en el "Equipo ideal de los Rookies" de la NBA 2006-07.